# Lee Ra-jin
Dans ce nom coréen, le nom de famille, Lee, précède le nom personnel.
Pour les articles homonymes, voir Lee.
Lee Ra-jin, née le 10 janvier 1990 à Séoul, est une sabreuse sud-coréenne.

## Carrière
Lee Ra-jin est médaillée d'argent par équipes aux Championnats d'Asie d'escrime 2010 à Séoul et aux Jeux asiatiques de 2010 à Canton. Aux Championnats d'Asie d'escrime 2011 à Séoul, elle est médaillée d'argent en individuel et médaillée d'or par équipes. Elle remporte la médaille de bronze par équipes à l'Universiade d'été de 2011 à Shenzhen.
Elle est médaillée de bronze en individuel et médaillée d'or par équipes aux Championnats d'Asie d'escrime 2012 à Wakayama. Elle dispute l'épreuve de sabre féminin individuel aux Jeux olympiques d'été de 2012 à Londres, où elle est éliminée en seizièmes de finale par la Vénézuélienne Alejandra Benítez.
Aux Championnats d'Asie d'escrime 2013 à Shanghai, elle obtient la médaille d'or par équipes et la médaille d'argent en individuel. Elle remporte la médaille d'or par équipes à l'Universiade d'été de 2013 à Kazan et la médaille d'argent en individuel aux Jeux mondiaux des sports de combat 2013 à Kazan. Elle est médaillée d'argent par équipes et médaillée de bronze en individuel aux Championnats d'Asie d'escrime 2014 à Suwon, médaillée d'or en individuel et par équipes aux Jeux asiatiques de 2014 à Incheon,, médaillée d'or par équipes aux Championnats d'Asie d'escrime 2015 à Singapour et médaillée d'argent par équipes aux Championnats d'Asie d'escrime 2016 à Wuxi.

## Palmarès
- Universiades
  -  Médaille d'or par équipes à l'Universiade d'été de 2013 à Kazan
  -  Médaille de bronze par équipes à l'Universiade d'été de 2011 à Shenzhen

- Épreuves de coupe du monde
  -  Médaille de bronze par équipes à Saint-Nicolas sur la saison 2017-2018
  -  Médaille de bronze par équipes à Baltimore sur la saison 2017-2018
  -  Médaille de bronze par équipes à Tunis sur la saison 2018-2019

- Championnats d'Asie
  -  Médaille d'or par équipes aux Championnats d'Asie 2011 à Séoul
  -  Médaille d'or par équipes aux Championnats d'Asie 2012 à Wakayama
  -  Médaille d'or par équipes aux Championnats d'Asie 2013 à Shanghai
  -  Médaille d'or par équipes aux Championnats d'Asie 2015 à Singapour
  -  Médaille d'argent par équipes aux Championnats d'Asie 2010 à Suwon
  -  Médaille d'argent en individuel aux Championnats d'Asie 2011 à Séoul
  -  Médaille d'argent en individuel aux Championnats d'Asie 2013 à Shanghai
  -  Médaille d'argent par équipes aux Championnats d'Asie 2014 à Suwon
  -  Médaille d'argent par équipes aux Championnats d'Asie 2016 à Wuxi
  -  Médaille de bronze en individuel aux Championnats d'Asie 2012 à Wakayama
  -  Médaille de bronze en individuel aux Championnats d'Asie 2014 à Suwon

- Jeux asiatiques
  -  Médaille d'or en individuel aux Jeux asiatiques de 2014 à Incheon
  -  Médaille d'or par équipes aux Jeux asiatiques de 2014 à Incheon